# Holestaza
Holestáza pomeni zastoj žolča zaradi ekstrahepatičnih (zunajjetrnih) ali intrahepatičnih (znotrajjetrnih) vzrokov. Pri ekstrahepatični holestazi gre za zastoj žolča zaradi zapore žolčnih izvodil zunaj jeter, navadno zaradi žolčnih kamnov, benignega ali malignega tumorja, stenoze Vaterjeve papile idr. Pri intrahepatični holestazi je vzrok zastoja žolča v jetrih, na primer zaradi holestatičnega hepatitisa, primarnega sklerozirajočega holangitisa, nosečnosti, genetske motnje, neželenega učinka določenih zdravil, aplazije znotrajjetrnih žolčnih vodov idr. Glede na patofiziološko ozadje ločimo jetrnocelično (hepatocelularno) in obstruktivno holestazo. Pri jetrnocelični holestazi je vzrok zastoja žolča v moteni tvorbi žolča, pri obstruktivni holestazi pa je oviran odtok že nastalega žolča.
Biokemijsko se holestaza kaže zlasti s povišanimi vrednostmi serumske alkalne fosfataze. Bistveni sestavini žolča sta bilirubin in žolčne kisline; zaradi zastoja žolča poraste njuna koncentracija v krvi; hiperbilirubinemija se klinično izrazi kot zlatenica, povišane žolčne kisline pa lahko povzročijo srbež kože.

## Patofiziologija
Glede na patofiziološko ozadje ločimo jetrnocelično (hepatocelularno) in obstruktivno holestazo. Pri jetrnocelični holestazi je vzrok zastoja žolča v moteni tvorbi žolča, pri obstruktivni holestazi pa je oviran odtok že nastalega žolča. Hepatocelularna holestaza se histopatološko kaže s prisotnostjo žolča v jetrnih celicah (hepatocitih) in kanalikularnih prostorih, kar vodi v generalizirano holatno poškodbo. Pri obstrukcijski holestazi se žolč kopiči v interlobularnih žolčnih vodih, pride do portalne ekspanzije in proliferacije žolčnih vodov; holatna poškodba je prisotna centrolobularno, v osrednjem delu jetrnih režnjičev.

## Znaki in simptomi
Holestaza se lahko klinično različno izražena, simptomatika je odvisna tudi od vzroka. Lahko poteka brezsimptomno. Ob nenadnem nastopu simptomov je večja verjetnost, da gre za akutno patologijo, pri postopnem pojavljanju simptomov pa je verjetnejši kronični potek bolezni. Pogosti bolezenski znaki in simptomi, ki spremljajo holestazo, so utrujenost, srbež, zlatenica, temno obarvan seč in svetlo obarvano blato. Pri številnih bolnikih se pojavlja tudi bolečina v trebuhu; bolečina v zgornjem desnem predelu trebuha lahko kaže na holecistitis ali žolčne kamne kot vzrok holestaze.
Srbež je posledica povišanih ravni žolčnih kislin v krvi in je običajno izrazitejši zvečer.  Prizadene zlasti dlani in podplate, lahko pa je generaliziran oziroma prizadene celotno telo. Ponoči se občutek srbenja praviloma močno zmanjša, kar je povezano s kopičenjem žolčnih sestavin v telesu tekom dneva zaradi vnosa hrane in njihovim zmanjšanjem ponoči. Zaradi srbeža se bolniki pogosto praskajo in ob telesnem pregledu so zato lahko vidne praske po koži. Bolnikom s srbečo kožo zaradi holestaze pogosto napačno diagnosticirajo dermatološki vzrok, zlasti kadar bolezni ne spremlja zlatenica..
Zaradi povišanja ravni bilirubina v krvi se pri mnogih bolnikih s holestazo pojavi zlatenica. Ob telesnem pregledu je zlatenica prepoznavna kot porumenelost kože, ustne sluznice in veznice. Zlatenica se redko pojavlja pri holestazi zaradi znotrajjetrnih vzrokov, pri holestazi zaradi zunajjetrnih vzrokov pa je pogosta.
Utrujenost je pogost simptom pri bolnikih s holestazo s kronično patologijo.  Verjetno je utrujenost povezana z motnjami v delovanju kortikotropinske osi ali drugih motenj v nevrotransmisivnih procesih.
Pri nekaterih bolnikih se pojavljajo ksantomi, maščobni podkožni depoziti. Običajno so voščenega, rumenega videza in se pojavljajo zlasti okoli oči in sklepov. So posledica povečanih ravni lipidov v krvi.
Žolč ima pomembno funkcijo pri absorpciji maščobotopnih vitaminov iz prebavil. Posledično se lahko zaradi zmanjšanega pretoka žolča pri bolnikih s holestazo pojavi pomanjkanje vitaminov A, D, E ali K.

## Vzroki
Holestaza lahko ima različne vzroke, ki jih v grobem delimo na znotrajjetrne in zunajjetrne.

### Znotrajjetrni vzroki
Znotrajjetrni vzroki povzročijo holestazo zaradi zmanjšanega ali povsem odsotnega izločanja ali pretoka žolča v jetrih. Mednje spadajo:
- imunsko posredovani vzroki
  - primarni biliarni holangitis[18]
  - primarni sklerozantni holangitis[18]
  - bolezen presadka zoper gostitelja[18]
  - avtoimuni holangitis
  - holangiopatija IgG4
  - mastocitni in eozinofilni holangitis
- infekcijski vzroki
  - virusni hepatitisi (A–E)[18]
  - okužba z EBV[18]
  - okužba s citomegalovirusom[18]
  - nekatere granulomatozne bolezni jeter (tuberkuloza, bruceloza)[18]
  - holangiopatija zaradi aidsa
- drugo
  - rakave bolezni (jetrnocelični rak, zasevki v jetrih ...)[18]
  - neželeni učinek določenih zdravil[4][18]
  - nekatere dedne bolezni

### Zunajjetrni vzroki
Zunajjetrni vzroki zajemajo mehanične ali strukturne anomalije med razcepiščem jetrnega voda in Vaterjevo ampulo (razširjenim stečiščem žolčevoda in izvodila trebušne slinavke).

## Epidemiologija
Holestaza naj bi se pojavljala pri 10−20 % splošne populacije, vendar je v večini primerov blaga, nenevarna in ne vpliva bistveno na obolevnost ali smrtnost.